# Paul Beaudry
Paul Beaudry (nascido em 1960), é professor e Canada Research Chair no Departamento de Economia da UBC na Universidade da Colúmbia Britânica. Seus principais campos de pesquisa são macroeconomia, economia da mudança técnica e economia do trabalho. Ele também é membro do Banco do Canadá.